# Guo Fan
Guo Fan (né le 10 décembre 1985 dans le Fujian) est un athlète chinois, spécialiste du sprint et du relais.
Ayant un record sur 100 m de 10 s 32 réalisé à Zhengzhou en 2009, il détient le record national de l'équipe nationale de relais chinoise, avec 38 s 65 réalisés à Kanchanaburi le 11 mai 2012. Il a remporté, toujours grâce au relais 4 × 100 m, une médaille d'argent et une médaille de bronze sur 100 m lors des Championnats asiatiques.
Le 10 août 2012, à Londres, il bat le record de Chine du relais 4 × 100 m, avec ses équipiers Liang Jiahong, Su Bingtian et Zhang Peimeng en 38 s 38.